# اسلوبودان باتریچویچ
اسلوبودان باتریچویچ (انگلیسی: Slobodan Batričević؛ زادهٔ ۳ ژانویهٔ ۱۹۵۸) بازیکن سابق یوگسلاو و مربی فوتبال اهل صربستان است.
وی همچنین در تیم ملی فوتبال یوگسلاوی بازی کرده‌است.